# Pinturicchio

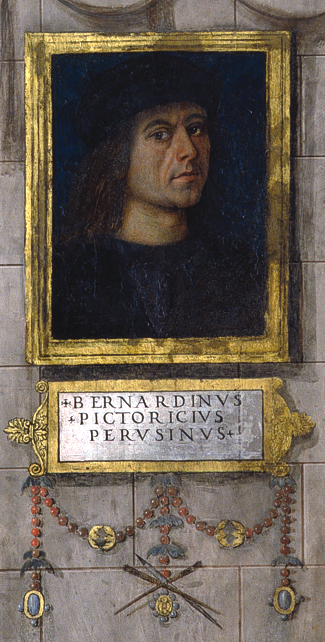
Selbstporträt in Santa Maria Maggiore in Spello (1501)

Pinturicchio, eigentlich Bernardino di Betto di Biagio (* um 1452 in Perugia; † 11. Dezember 1513 in Siena) war ein italienischer Maler der Renaissance. Er war in Rom, Perugia und den umbrischen Städten Spoleto, Spello, Orvieto und ab 1502 in Siena tätig. Seine anmutigen, farbenprächtigen, mit reicher Ornamentik versehenen Fresken unterstreichen die dekorative Wirkung der Malerei. Der Beiname Pinturicchio (kleiner Maler) rührt von seiner kleinen Körpergröße her. Er signierte seine Werke mit diesem Namen.

## Leben und künstlerische Entwicklung
Dieser vielseitige, gleichermaßen in der Wand-, Tafel- und Miniaturmalerei versierte Künstler war ein typischer Vertreter der umbrischen Renaissancemalerei des späten 15. Jahrhunderts mit seiner umfangreichen Künstlergemeinde, die in Pietro Perugino und später in dessen großem Schüler Raffael ihre Protagonisten hatte.  Seine Lehrmeister sind vermutlich unter den umbrischen Malern der vorhergehenden Generation wie Fiorenzo di Lorenzo oder Bartolomeo Caporali zu suchen. Giorgio Vasari schreibt, Pinturicchio habe in seiner frühen Jugend viel mit seinem Meister Perugino gearbeitet. Im Hinblick auf den Altersunterschied von nur vier Jahren ist es eher unwahrscheinlich, dass er Peruginos Schüler war. Im selben Satz gibt nämlich Vasari noch an, Pinturicchio habe ein Drittel des gesamten Erlöses erhalten; unüblich für einen Schüler. Unbestritten ist, dass Perugino maßgeblichen und nachhaltigen Einfluss auf Pinturicchio hatte. Zur Zeit Sixtus IV.  arbeitete er gemeinsam mit Perugino in Rom. An der Ausführung der Fresken in der Sixtinischen Kapelle in Rom ab 1482 war er als wahrscheinlich selbständiger Künstler mit dem Hauptauftragnehmer Perugino beteiligt.  Auch die  florentinische Kunst, besonders das Wirken Fra Angelicos und mehr noch seines Gefolgsmannes und Partners Benozzo Gozzoli einerseits und die Arbeiten von Filippino Lippi mit Fra Diamante im Dom von Spoleto (1467) andererseits lassen sich als Spuren im Werk des Künstlers ausmachen. Zu Beginn der 1480er Jahre waren im päpstlichen Rom die Arbeiten zur Ausgestaltung der Sixtinischen Kapelle beendet. Diese Zeit hatten das Zusammentreffen einiger der bedeutendsten italienischen Maler der Epoche gesehen: Botticelli, Perugino, Ghirlandaio, Luca Signorelli, Cosimo Rosselli und auch Pinturicchio, der in Rom blieb und so seine künstlerische Laufbahn mit bedeutenden Aufträgen fortsetzen konnte.  Nach Abschluss der Arbeiten in der Sixtina waren diese Meister großteils aus Rom abgereist, mit Ausnahme des Pinturicchio, der in der Stadt blieb, eine Werkstatt einrichtete und eine heterogene Gruppe von Mitarbeitern, die in der päpstlichen Kapelle gearbeitet hatten zusammenstellte. Darunter waren Maler aus Umbrien, der Toskana, der Emilia und aus Lazio.
Als erste Arbeiten werden ihm zwei Tafeln aus einem Zyklus des heiligen Bernhard zugeschrieben, an dem auch Perugino beteiligt war: Die Heilung des Lahmen  und Die Befreiung eines Gefangenen entstanden um 1473 in Perugia. Bereits die Fresken in der Cappella Sistina im Vatikan Die Beschneidung des Sohnes von Moses und die Taufe Christi lassen seinen charakteristischen Stil erkennen, insbesondere eine große Detailtreue und reiche Ornamentik in einer monumentalperspektivischen Darstellung. Seinen ersten großen selbstständigen Auftrag erhielt Pinturicchio von Riccomanno Bufalini, die Ausschmückung der Bufalini-Kapelle in der Basilika Santa Maria in Aracoeli in Rom. Er zeigte dabei, dass er voll in der Lage war mit vielen Mitarbeitern eine so komplexe Aufgabe zu organisieren und zu leiten. Sein eigener Stil erreicht in der Ausstattung von sechs Räumen im Vatikan, bekannt als Appartamento Borgia, die 1492–1495 Pinturicchio und seine Werkstatt mit Fresken dekorierte, seinen Höhepunkt. Noch während er mit den Arbeiten für Papst Alexander VI. beschäftigt war, erhielt er 1492 den Auftrag für das Deckenfresko des Chors mit den vier Evangelisten im Dom von Orvieto. Zur Ausführung dieses Vorhabens kam es allerdings nie. Zurückgekehrt nach Umbrien schmückte er die Cappella Baglioni in Santa Maria Maggiore in Spello. 1502 entstanden im Dom von Siena die Fresken Szenen aus dem Leben Johannes des Täufers und in der Bibliothek Zehn Szenen aus dem Leben Pius II. Sie gelten durch ihre Eleganz und Anmut im Stil und durch ihre Farbenpracht als Höhepunkte seines Schaffens und dürften auch Raffael beeinflusst haben. Eines seiner letzten bedeutenden Werke war das Deckenfresko im Chor der Basilika Santa Maria del Popolo in Rom, um 1508 im Auftrag Papst Julius II. geschaffen.

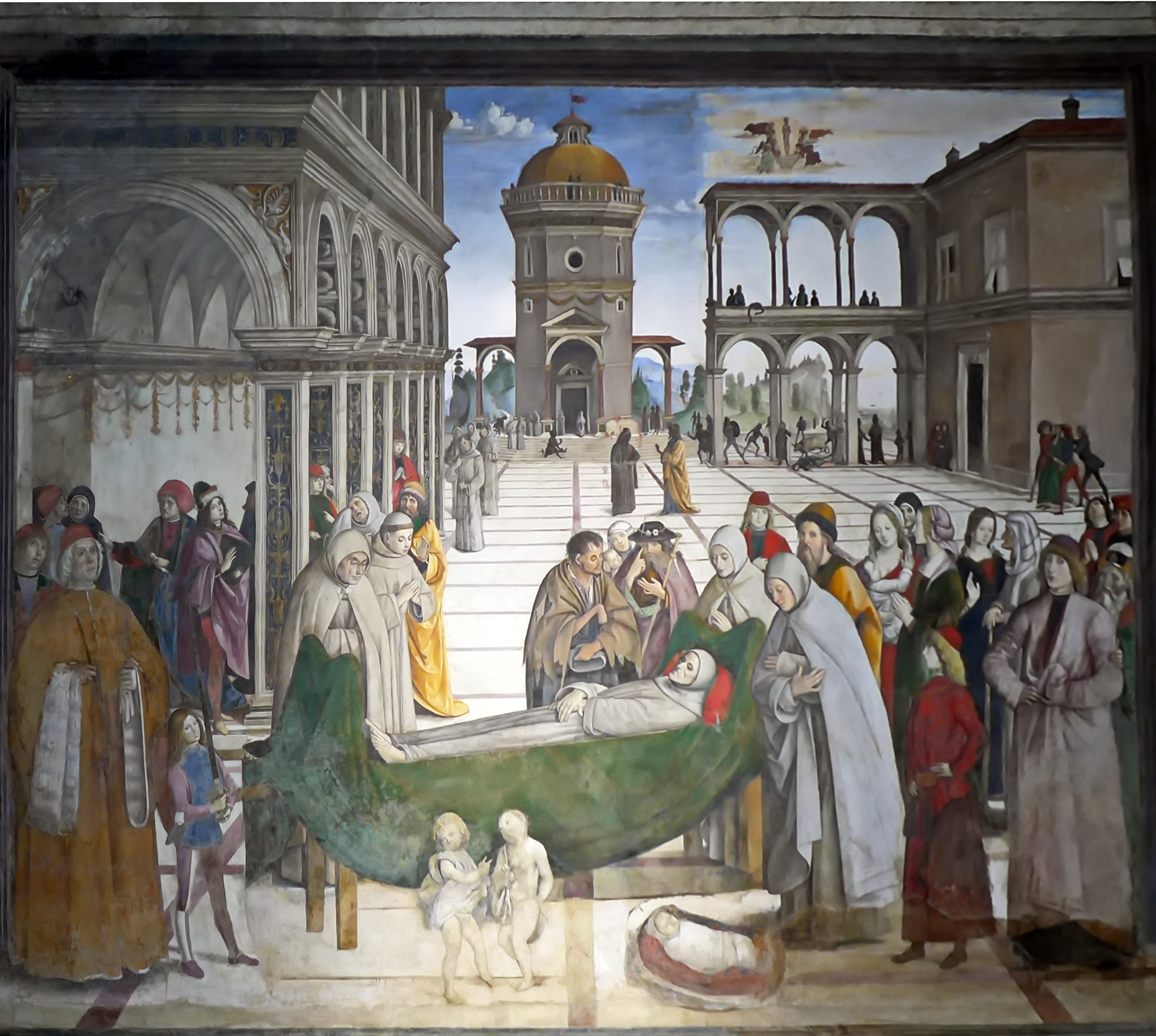
Cappella Bufalini

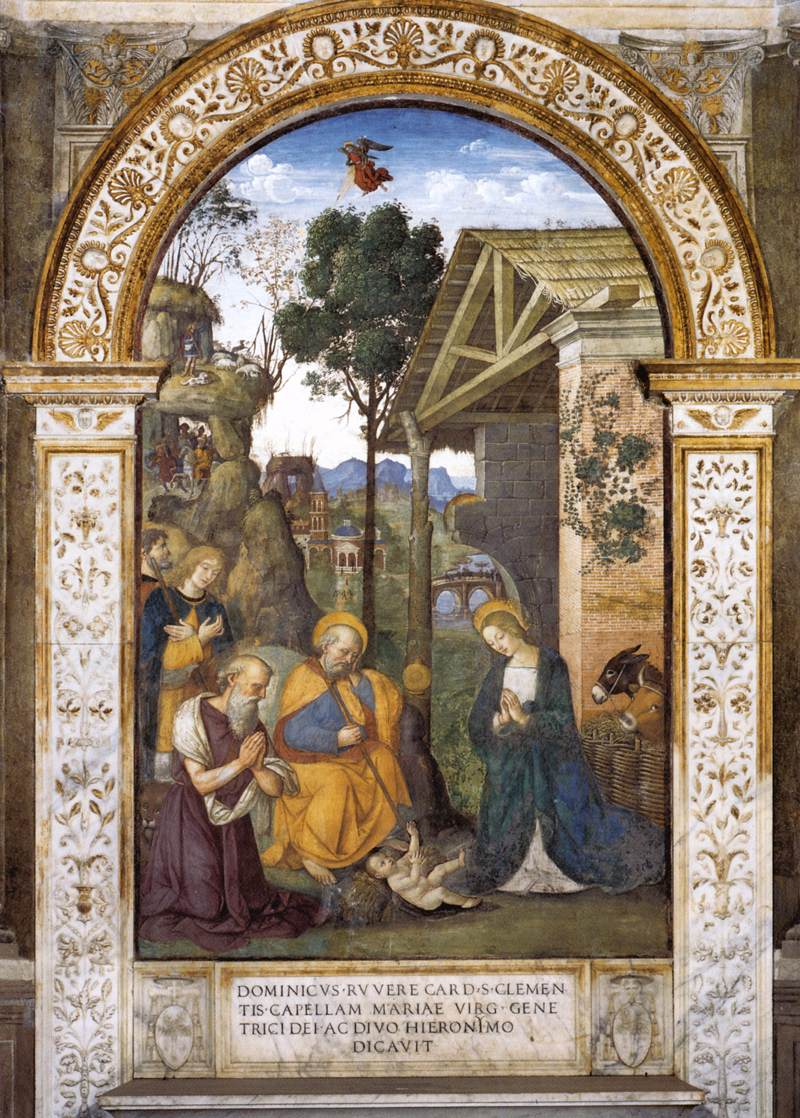
Geburt Christi

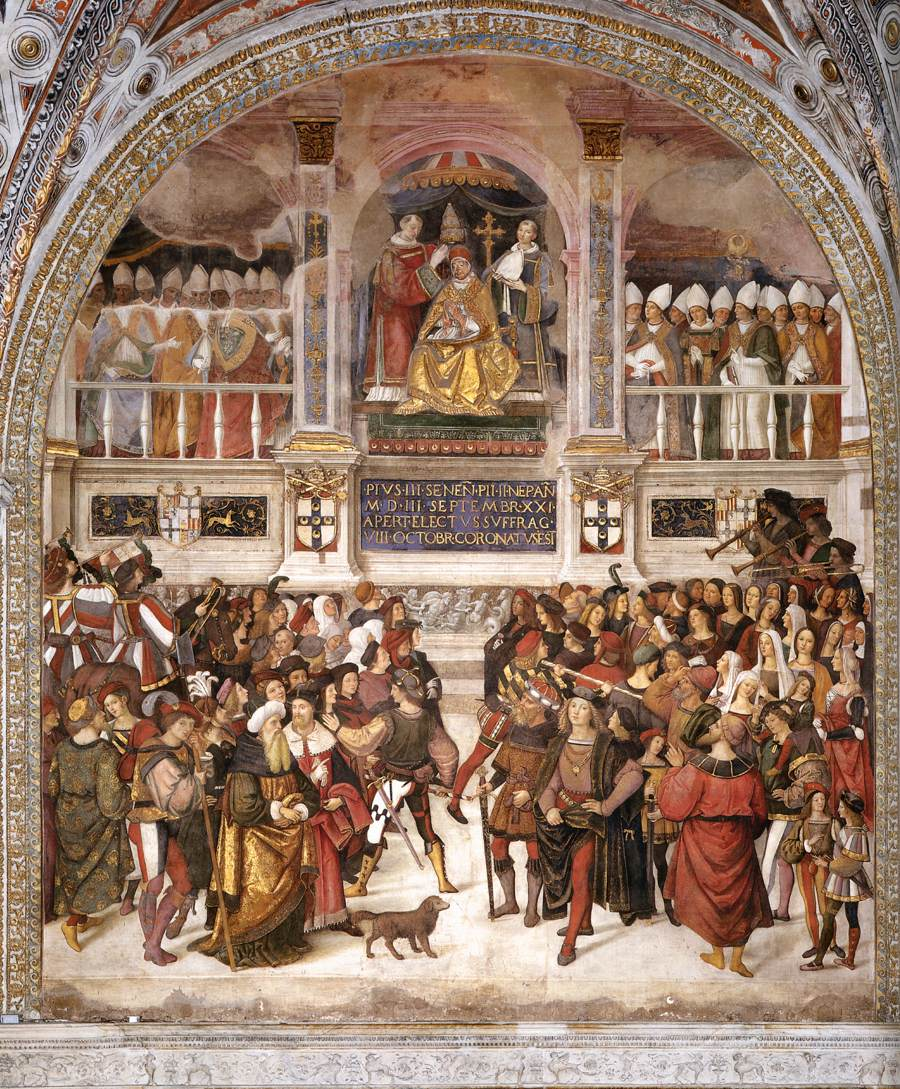
Weihe Papst Pius III, 1504

 Lange Zeit nachteilig für seinen Nachruhm erwies sich die negative Beurteilung Vasaris in dessen Vita. Erst kunsthistorische Studien des frühen 20. Jahrhunderts führten zur heutigen hohen Wertschätzung des Künstlers.

## Bedeutende Werke (Auswahl)
- Mitarbeit an einem Bildzyklus mit Szenen aus dem Leben des Heiligen Bernardino da Siena (1473) – ursprünglich im Oratorio di San Bernardino in Perugia, heute in der Galleria Nazionale dell'Umbria.
- Bildnis eines Knaben (möglicherweise der junge Raffael), wird heute Pinturicchio zugeordnet (1480–1485) – Gemäldegalerie Alte Meister, Dresden.
- Mitarbeit an den Wandfresken der Sixtinischen Kapelle gemeinsam mit anderen Künstlern unter der Leitung von Perugino (1481–1483).
- Freskenzyklus Szenen aus dem Leben des hl. Bernhardin von Siena in der Cappella Bufalini in der Kirche Santa Maria in Aracoeli in Rom im Auftrag Niccolò di Riccomanno Bufalini (1484–1486).
- Fresken im Palazzo Colonna in Rom im Auftrag von Kardinal Giuliano Della Rovere, dem späteren Papst Julius II. (1485–1490) – nur noch das Deckengemälde erhalten.
- Altarbild und Fresken in der ehem. Borgia-Kapelle (rechter Flügel) der Kirche Santa Maria del Popolo in Rom (zerstört)[8].
- Altarbild und Fresken in der Cappella della Rovere (Abb.) der Kirche Santa Maria del Popolo in Rom (1488–1490) im Auftrag von Kardinal Domenico della Rovere – von Pinturicchio und seiner Werkstatt.
- Fresken in den Lünetten der Cappella Costa der Kirche Santa Maria del Popolo in Rom (1489–1491).
- Friedensmadonna (Madonna della Pace) in San Severino Marche, Pinacoteca civica Tacchi-Venturi
- Fresken in dem Appartamento von Papst Innozenz VIII. im Belvedere – nur noch fragmentarisch erhalten.
- Fresken im Palazzo Della Rovere (ehemals Palazzo dei Penitenzieri in Rom) im Auftrag von Kardinal Domenico della Rovere.
- Fresken im Appartamento Borgia im Vatikan (1492–1496) im Auftrag Papst Alexander VI.
- Fresken im päpstlichen Appartamento der Engelsburg im Auftrag Papst Alexander VI. (zerstört)
- Fresken in der Cappella Baglioni in Santa Maria Maggiore in Spello (Umbrien, 1500–1501).
- Fresken-Zyklus Szenen aus dem Leben Johannes des Täufers im Dom von Siena (1502–1505).
- Fresken-Zyklus aus dem Leben des Enea Silvio Piccolomini (Papst Pius II.) in der Biblioteca Piccolomini im Dom von Siena (1502–1507) im Auftrag des Kardinal Todeschini Piccolomini und späteren Papst Pius III.
- Fresken in der Kapelle des Bischofs von Eroli im Dom Santa Maria dell’Assunta in Spoleto.
- Deckenfresko im Chorgewölbe der Kirche Santa Maria del Popolo in Rom im Auftrag Papst Julius II., (1508–1509).
- Fresko Odysseus und Penelope, ehem. im Palazzo Pandolfo Petrucci in Siena (ca. 1509) – gilt als sein einziges Profanwerk – National Gallery, London.

## Ausstellung
- 2008: Pinturicchio – Galleria Nazionale dell’Umbria, Perugino und der Kirche Santa Maria Maggiore, Spello